# بني أعلاهم (بني أحمد إموكزان)
بني أعلاهم هي إحدى مشيخات المملكة المغربية، تتبع جغرافيا لإقليم الحسيمة وإداريًا لبني أحمد إموكزان. يقدر عدد سكانها بـ 3726 نسمة حسب الإحصاء الرسمي للسكان والسكنى لسنة 2004.